# دعوة للوحدة
دعوة للوحدة كانت رسالة مفتوحة نُشرت في برمنغهام، ألاباما، في 12 أبريل 1963م من قبل ثمانية رجال دين محليين من البيض ردًا على مظاهرات الحقوق المدنية التي كانت تجري في المنطقة في ذلك الوقت. في الرسالة اعترضوا على الأحداث «الموجهة وقادتها بشكل جزئي من جهات خارجية»، وحثوا النشطاء على الانخراط في مفاوضات محلية واستخدام المحاكم في حالة الحرمان من الحقوق بدلاً من الاحتجاج.
كان مصطلح «خارجي» إشارة مستترة لمارتن لوثر كينغ الابن، الذي رد بعد أربعة أيام بـ «رسالة من سجن برمنغهام» الشهيرة. وقال إن الإجراء المباشر ضروري للاحتجاج على القوانين الجائرة. كان مؤلفو «دعوة من أجل الوحدة» قد كتبوا «نداء من أجل القانون والنظام والفطرة السليمة» في يناير 1963.

## الموقعون
- شارلز كاربنتر: أسقف في أسقفية أبرشية ألاباما.
- جوزيف الويسيوس دوريك: دكتوراه في الطب، والأسقف المساعد في أبرشية الموبايل الكاثوليكية في برمنغهام.
- ميلتون ل.جرافمان: حاخام تمبل إيمانو إل في برمنغهام ألاباما.
- بول هاردن: أسقف مؤتمر ألاباما غرب فلوريدا للكنيسة الميثودية.
- نولان بيلي هارمون: أسقف مؤتمر شمال ألاباما للكنيسة الميثودية.
- جورج إم موراي: دكتوراه في القانون، وأسقف مساعد في أبرشية الأسقفية في ألاباما.
- إدوارد ف. راماج: مدير المجمع الكنسي للكنيسة المشيخية في ألاباما في الولايات المتحدة.
- إيرل ستولينجز: القس في الكنيسة المعمدانية الأولى برمنغهام ألاباما.